# Philosophes
Die philosophes (französisch parti philosophique) waren zunächst eine Gruppe französischer Intellektueller der Aufklärung. Der Begriff wurde später auch auf Protagonisten der Aufklärung anderer Herkunft ausgedehnt und stand im Gegensatz zu religiös gebundenen Vertretern des Katholizismus und des Jansenismus.

## Begriff
Der Ausdruck philosophe wurde zunächst im Frankreich des 18. Jahrhunderts von den dort ansässigen Intellektuellen verwendet, um sich selbst zu bezeichnen. Die Bereiche, denen sich die philosophes widmeten, waren äußerst vielseitig, hatten jedoch oftmals gemeinsam, dass sie sich auf das Lösen praktischer Probleme beschränkten. Jean-Jacques Rousseau etwa schrieb über Themen wie Politik, Erziehung und über den Zusammenhang zwischen Theater und die Wertvorstellungen der Gesellschaft. Er schrieb jedoch auch einen Roman, eine Oper und seine Autobiographie. Die Werke der philosophes richteten sich an ein breites Publikum gebildeter Personen und erfreuten sich großer Nachfrage, auch wenn Adelige und Geistliche die Verbreitung dieser Werke zu verhindern versuchten.
Zwischen 1740 und 1789 verbreitete sich der Begriff der Aufklärung immer weiter, und obgleich die Aufklärer Autoritäten gegenüber skeptisch eingestellt waren, fanden sie sogar in deren Reihen einige Anhänger. Die Verbreitung des Begriffs der Aufklärung war auch mitverantwortlich für die Verbreitung des Begriffs der philosophes. Die philosophes selbst betrachteten sich lediglich als Angehörige der Res publica literaria, welche nicht an die Grenzen staatlicher Territorien gebunden war. Immanuel Kant schrieb 1784 in seiner Beantwortung der Frage: Was ist Aufklärung?, dass all jene Menschen der Bewegung der Aufklärung zuzuschreiben sind, die sich aus ihrer selbstverschuldeten Unmündigkeit zu befreien vermochten.
Die philosophes richteten sich gegen vielseitige Formen des religiösen und politischen Dogmatismus. Denis Diderot bemerkte etwa: »Die Menschen werden niemals frei sein bis man nicht den letzten König mit den Eingeweiden des letzten Priesters erdrosselt hat.« Weiters sahen die philosophes die Vernunft im Zentrum des Fortschritts. Sie erachteten das kritische, informierte und wissenschaftliche Denken als den sinnvollsten Weg die Probleme der Gesellschaft zu lösen. Deshalb sahen sie die Freiheit zum Erwerb und zur Verbreitung von Wissen auch als Naturrecht an.
Ob der Begriff der philosophes auf alle Denker der Aufklärung anzuwenden ist oder nur auf die Frankreichs, ist heute umstritten. Peter Gay etwa wendet den Begriff auf alle Denker der Aufklärung »von Edinburgh bis Neapel, Paris bis Berlin, Boston bis Philadelphia« an. Neil Postman hingegen vollzieht eine Abgrenzung inhaltlicher Natur. Während er der Gruppe der Philosophen jene Menschen zuschreibt, die sich hauptsächlich der Suche nach universell und zeitlos gültigen Wahrheiten widmen, so zählt er zu der Gruppe der philosophes jene Menschen, die sich lediglich in politische und gesellschaftliche Angelegenheiten einbringen, um bestehende Verhältnisse zu ändern und andere Menschen aufzuklären.

## Vertreter
Die Liste der philosophes ist wie der Begriff selbst umstritten. Im engeren Sinne werden unter anderen folgende Personen zu den philosophes gezählt:
- die Gruppe der Enzyklopädisten
- Pierre Bayle
- Georges-Louis Leclerc, Comte de Buffon
- Marquis de Condorcet
- René Descartes
- Bernard le Bovier de Fontenelle
- Jean-François de La Pérouse

Im weiteren Sinne werden neben anderen auch folgende Personen zu den philosophes gezählt:
- David Hume
- Immanuel Kant